# Otto Brodin
Otto Isidor Emanuel Brodin, född 26 mars 1885 i Berga församling, Kronobergs län, död 11 september 1938, var en svensk socialdemokratisk kommunalpolitiker.
Brodin bedrev egendomsmäkleri och var verkställande direktör i AB Otto Brodin. Han invaldes som ledamot av stadsfullmäktige i Halmstads stad 1912 och var dess vice ordförande 1922–1927. Han var ledamot av drätselkammaren sedan 1920, blev dess vice ordförande 1924 och ordförande 1925–1933. Han var ledamot av beredningsutskottet sedan 1914, dess vice ordförande sedan 1921 och viee ordförande i brandstyrelsen sedan 1920. Han var ordförande i Hallands socialdemokratiska partidistrikt 1910–1920, i Halmstads arbetarekommun och i styrelsen för Folkets park. Han var ledamot av Hallands läns landsting 1913–1934 och ledamot i dess förvaltningsutskott sedan 1916, i lasarettsdirektionen 1921–1937 och i styrelsen för Hebergs sinnesslöanstalt.